# Miltiades (påve)
Miltiades, född i Afrika, död 10 januari 314, var påve från den 2 juli 311 till sin död, 10 januari 314. Helgon i katolska kyrkan, med festdag den 10 december. Han är en av få påvar med afrikansk härkomst.

## Biografi
Miltiades kom från Afrika. Inget annat är känt om hans liv innan han uppsteg på påvestolen. Sedan påve Eusebius fördömts stod påvestolen tom under lång tid, möjligen till följd av svårigheter runt frågan om hur kyrkan skulle förhålla sig till apostater. Det finns motstridiga uppgifter om när Miltiades blev påve; Catalogus Liberianus anger att han konsekrerades den 2 juli 311. Samtidigt uppger samma källa att han avled den 11 januari 314, och att pontifikatet skulle ha varat i tre år, sex månader och åtta dagar, vilket sannolikt kan förklaras med att skrivaren råkat förväxla "ann. II" med "ann. III".
Då Miltiades uppsteg på påvetronen utfärdade Roms kejsare några toleransedikt mot de kristna, vilket fick de tidigare århundradenas förföljelser att ta slut. De kristna kunde nu restaurera sina religiösa inrättningar och byggnader. Förföljelserna fortsatte bara i de delar av Orienten som härskades av Maximinus Daia. I Rom fick Miltiades tillbaka de egendomar som tidigare konfiskerats, något som finns att läsa hos Augustinus. Genom de förhandlingar mellan påven och staden Rom som upptogs med anledning av detta, återuppstod påvedömets förvaltning.
Miltiades lät föra Eusebius kvarlevor tillbaka till Rom från Sicilien, och begravde dem i Calixtus katakomber. Året därefter fick Miltiades uppleva kristendomens stora seger, när Konstantin den store besegrade Maximinus. Konstantin den store gav kyrkan Lateranpalatset under Miltiades pontifikat, vilket sedan dess för en lång tid blev påveresidens och säte för påvedömets förvaltning. Basilikan som på Miltiades uppdrag restes vid sidan av palatset, San Giovanni in Laterano, byggdes i syfte att den skulle bli Roms moderkyrka.
Miltiades fick ett brev från Konstantin den store om donatisterna; dessa hade vädjat till kejsaren om att få utnämna egna domare i ett fall mot biskoparna i Afrika. För att lösa frågan tillkallade Miltiades till en synod i Lateranpalatset den 2 oktober 313, där 18 biskopar från Gallien och Italien närvarade. Efter tre dagars förhör föll domen till Cæcilianus fördel.
Liber Pontificalis skriver att Miltiades införde traditionen att påven skulle välsigna alla oblater till nattvarden i alla Roms kyrkor. Denna uppgifts historiska värde är tämligen lågt.
Miltiades är begravd i Calixtus katakomber.